# Peniel
Peniel est un petit village du Carmarthenshire, au Pays de Galles.